# Alsópagony
Alsópagony (1899-ig Alsó-Polyánka, szlovákul: Nižná Polianka) község Szlovákiában, az Eperjesi kerület Bártfai járásában.

## Fekvése
Bártfától 17 km-re északkeletre, az Ondava felső folyásának partján, a lengyel határ mellett található.

## Története
A 18. század végén Vályi András így ír róla: „Alsó, és Felső Polyánka. Két Orosz falu Sáros Vármegyében, földes Ura mind a’ kettőnek Gróf Áspermont Uraság, lakosaik többen ó hitüek, fekszenek Zboróhoz egy mértföldnyire, határbéli földgyeik középszerűek, de szorgalmatos mivelést kívánnak.”
Fényes Elek 1851-ben kiadott geográfiai szótárában így ír a faluról: „Polyánka (Alsó és Felső), két orosz falu, Sáros vmegyében a makoviczi uradalomban, Zboró fil., 30 rom., 665 gör. kath., 13 zsidó lak. Ut. post. Bártfa.”
A trianoni diktátum előtt Sáros vármegye Bártfai járásához tartozott.

## Népessége
| Év:            | 1994. | 2004.   | 2014.   | 2024.    |
| -------------- | ----- | ------- | ------- | -------- |
| Emberek száma: | 262   | 252     | 246     | 220      |
| Eltérés:       |       | -3,81 % | -2,38 % | -10,56 % |

| Év:            | 2023. | 2024.   |
| -------------- | ----- | ------- |
| Emberek száma: | 224   | 220     |
| Eltérés:       |       | -1,78 % |

1910-ben 254, túlnyomórészt ruszin anyanyelvű lakosa volt.
2001-ben 258 lakosából 200 szlovák és 41 ruszin volt.
2011-ben 257 lakosából 152 szlovák és 87 ruszin volt.